# Поляна-Бишкупецька
Поляна-Бишкупецька (хорв. Poljana Biškupečka) — населений пункт у Хорватії, у Вараждинській жупанії у складі міста Вараждин.

## Населення
Населення за даними перепису 2011 року становило 452 осіб.
Динаміка чисельності населення поселення:

## Клімат
Середня річна температура становить 10,29 °C, середня максимальна – 24,91 °C, а середня мінімальна – -6,34 °C. Середня річна кількість опадів – 875 мм.
| Клімат поселення                              | Клімат поселення | Клімат поселення | Клімат поселення | Клімат поселення | Клімат поселення | Клімат поселення | Клімат поселення | Клімат поселення | Клімат поселення | Клімат поселення | Клімат поселення | Клімат поселення | Клімат поселення |
| Показник                                      | Січ.             | Лют.             | Бер.             | Квіт.            | Трав.            | Черв.            | Лип.             | Серп.            | Вер.             | Жовт.            | Лист.            | Груд.            |                  |
| Середній максимум, °C                         | 5,49             | 7,45             | 12,02            | 16,51            | 21,87            | 24,91            | 23,83            | 23,24            | 19,28            | 14,28            | 8,50             | 4,58             |                  |
| Середня температура, °C                       | −0,42            | 1,54             | 6,10             | 10,60            | 15,96            | 19,02            | 20,00            | 19,40            | 15,40            | 10,43            | 4,68             | 0,70             |                  |
| Середній мінімум, °C                          | −6,34            | −4,35            | 0,20             | 4,70             | 10,08            | 13,12            | 16,13            | 15,54            | 11,58            | 6,58             | 0,82             | −3,14            |                  |
| Норма опадів, мм                              | 43               | 45               | 57               | 69               | 74               | 102              | 88               | 93               | 84               | 82               | 79               | 59               |                  |
| Середньомісячна швидкість вітру, м/с          | 1.90             | 2.19             | 2.50             | 2.50             | 2.36             | 2.10             | 2.00             | 1.80             | 1.80             | 1.90             | 2.00             | 2.00             |                  |
| Середньомісячна сонячна радіація, кДж/м²·день | 4041             | 6762             | 10553            | 14863            | 18952            | 20760            | 21484            | 18655            | 13867            | 8632             | 4515             | 3253             |                  |
| --------------------------------------------- | ---------------- | ---------------- | ---------------- | ---------------- | ---------------- | ---------------- | ---------------- | ---------------- | ---------------- | ---------------- | ---------------- | ---------------- | ---------------- |
| Джерело:                                      |                  |                  |                  |                  |                  |                  |                  |                  |                  |                  |                  |                  |                  |